# Colector (motor eléctrico)

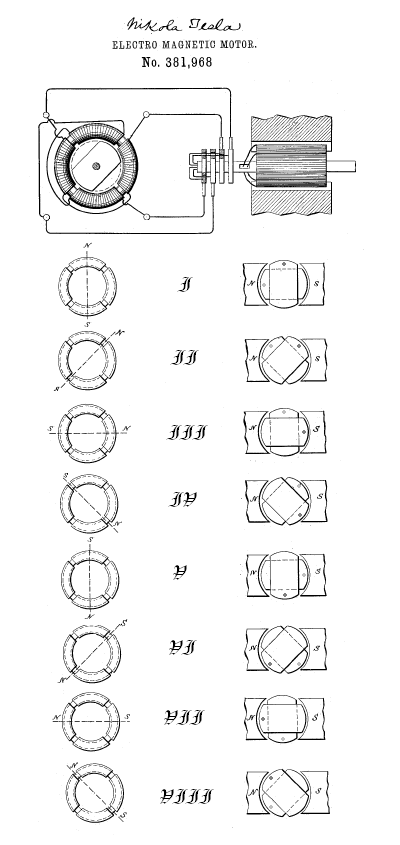
Patente de Tesla (U.S. Patent 381968) de un motor bifásico con un colector de cuatro anillos.

En ingeniería eléctrica, un colector es un método de hacer una conexión eléctrica a través de un ensamblaje rotativo. Los colectores también son llamados anillos rotatorios, interfaces eléctricas rotativas, conectores eléctricos rotativos o junta eléctrica rotativa, son comúnmente hallados en máquinas eléctricas de corriente alterna como generadores, alternadores, turbinas de viento, en las cuales conecta las corriente de campo o excitación con el bobinado del rotor. En el caso especial de las máquinas eléctricas de corriente continua (motores y generadores) se usa un conmutador. Como regla general, se tienen tantos colectores como bobinas se tengan en el campo, por consiguiente, como fases tenga el sistema. 
Un colector es usado para transmitir continuamente energía eléctrica, señal o datos desde una fuente estacionaria a un destino rotativo, o viceversa. Hay disponible una amplia variedad de configuraciones, tipos de terminales y materiales para ajustarse a cada aplicación.

## Colector de anillo

Un motor eléctrico con sus colectores.

Un colector consiste en una corona circular conductiva montada en un eje y aislada de él. Las conexiones eléctricas desde la parte rotativa del sistema, como el rotor de un generador, son hechas hasta el anillo. Las conexiones fijas o escobillas están en contacto con el anillo, transfiriendo la energía eléctrica del exterior, a la parte rotativa del sistema.
Este sistema es similar al de escobillas y conmutadores, encontrado en diversos tipos de motores de corriente continua. Mientras que los colectores son continuos, los conmutadores son segmentados ya que a diferencia de los primeros los cuales se usan en AC, estos se usan en DC donde la corriente no cambia de sentido con respecto al tiempo, así, se deben usar solo mitades de anillos para invertir la corriente. Por lo anterior, los términos no deben ser usados intercambiablemente. Los colectores también son usados en aplicaciones donde energía eléctrica o señales deben ser transmitidas a un dispositivo rotativo, tal como un faro de aeródromo, tanque rotativo, retroexcavadora o radiotelescopio. A menudo transformadores rotativos en vez de colectores en situaciones de alta velocidad o baja fricción.

## Colector de baño de mercurio
Los colectores con baño de mercurio, conocidos por su baja resistencia y su conexión estable, usan un principio diferente que reemplaza el contacto deslizante de la escobilla por una cama de metal líquido molecularmente adheridos a los contactos. Durante la rotación, el metal líquido mantiene la conexión eléctrica entre los contactos rotativos y estacionarios. Sin embargo, el uso de mercurio plantea problemas de seguridad, debido a que es una sustancia tóxica. Si una aplicación de colector involucra la fabricación o procesamiento de alimentos, equipos farmacéuticos o cualquier otro uso donde la contaminación podría ser un grave peligro, debería elegirse contactos de metales preciosos. La filtración del mercurio y la contaminación resultante podría ser extremadamente peligrosa.